# 笹崎里菜
笹崎 里菜（ささざき りな、1992年4月16日 - ）は、元日本テレビアナウンサー。夫は元KAT-TUNの中丸雄一。

## 来歴

### 学生時代
神奈川県横浜市出身、実践女子学園中学校・高等学校、東洋英和女学院大学国際社会学部国際コミュニケーション学科をそれぞれ卒業した。大学1年時に、2011年ミス東洋英和に選出されたほか、Miss of Miss Campus Queen Contest2011で、ファイナリスト10人のうちの1人となった。

### 日本テレビアナウンサーとして
2015年に日本テレビへ入社した。同期に尾崎里紗と平松修造がいる。
2015年6月3日放送の『1億人の大質問!?笑ってコラえて!』の企画「1年たったらこうなりましたの旅」でテレビ初出演し、同番組で2016年4月13日放送分まで密着された。
2015年9月6日から『シューイチ』に出演して初のレギュラー番組となる。

### 東京マラソン2016
2016年2月28日開催の「東京マラソン2016｣に参加。『シューイチ』の企画で、市民ランナーのフルマラソンに伴走してリポートした。これまでにマラソン経験はなく、3か月前からトレーニングした。「絶対に諦めない。足を止めない。」と決めて日々のトレーニングに励んだが、初めて15kmを走った時は、あまりのキツさに倒れ込んで膝部分のスパッツを破いた。スタート前の中継では左ヒザにサポーターを巻く姿が写されたが、「ヒザは治療して、ほぼほぼ大丈夫です。頑張ります！」と宣言してスタートした。リポートをこなしながら、初のフルマラソンを6時間20分9秒で完走した。東京マラソンの参加について、テレビデビューとなった2015年6月の『1億人の大質問!?笑ってコラえて!』の中で宣言した。

### 2019年ラグビーワールドカップ日本大会
2017年6月15日に、えがお健康スタジアム（熊本県民総合運動公園陸上競技場）で行われたラグビー日本代表戦で、初めて行った熊本でラグビー試合中継の副音声を担当した。10年間女子校で学んだ笹崎にとって「衝撃」だったと述べている。
日本テレビが中継するラグビーワールドカップ（W杯）日本大会の実況チームに、紅一点の女性アナウンサーとして参加した。スポーツ実況を希望していたが、17年に同僚アナウンサーの蛯原哲からラグビー実況班に勧誘されたことを契機に、ルール理解も不十分ながら秩父宮ラグビー球場に通い、多くの試合を見て選手に取材を重ねた。2019年8月にニュージーランドでオールブラックス（NZ代表）の試合を観戦した。司会を務めるレギュラーの報道番組「Oha!4 NEWS LIVE」で自ら企画して、開幕直前特集番組「ラグよん」を放送し、ラグビーの門戸を広げるために同局女子アナとラグビートークをするYouTube動画「日テレ女子アナラグビー部」を公開した。
本大会では日本代表チームが躍進。予選プール初戦でロシアを破ると、2戦目でランキング2位（試合時点）のアイルランドにも勝利。続くサモア戦、スコットランド戦にも勝利し、予選プールを全勝した。笹崎はラグビーファンから「勝利の女神」と見立てられた。準々決勝の南アフリカ戦で敗戦となったが、日本代表は史上初のベスト8入りを果たした。大会終了後、大会期間中に日本テレビ中継の応援団長を務めた舘ひろしに対する感謝を述べた。

### 進退
2023年11月13日、「ここ（日本テレビ）で得た経験や愛情を胸に、次のステップへ進みたい」との思いから同年末にて8年9か月在職した日本テレビを退職することを表明した。その後の進路については未定としている。

### 私生活
2024年1月16日、KAT-TUNの中丸雄一と結婚したことを中丸が自身のファンクラブサイトなどで発表した。

## 入社内定取消訴訟
笹崎は2013年9月に日本テレビ「アナウンスフォーラム」に複数回参加し、今後他社への就職活動をしないことを条件に、その場において2015年度入社の内定通知を受けた。内定確定後の2014年3月に人事担当者へ「過去に母親の知人が経営する小さなクラブにおいてホステスのアルバイトを短期間していたことがあるが大丈夫でしょうか」と確認し、翌日に「大丈夫」と報告があった。5月に人事部長名義で「アナウンサーに求められる清廉性に相応しくない」ことを理由に内定取消が文書で送付された。笹崎は労働契約上の地位（内定）の有効性を求めて2014年11月に東京地方裁判所へ提訴した。裁判は当初、日本テレビが原告へ請求棄却を求めて全面的に争うが2015年に態度を軟化し、1月に東京地裁が和解を勧告する。両者ともこれを受け入れて笹崎は同年4月に入社した。

## 人物
- 姉がいる[21][22]。
- 4歳から17歳までクラシックバレエを習っていた[23]。そのため体幹には自信があり、バランスボールに乗ったままお茶を飲み、テレビも見られる。
- 好きな食べ物はいちごと博多の豚骨細麺のこってりラーメン[24]。
- 4月生まれであることから四季のうち春を好む。
- 10代のころ好きだった授業は美術と図画工作で、左利きであることを自身のInstagramで公表している[25]。
- 同期の尾崎里紗とは非常に仲がよく、インスタグラム[外部リンク]でツーショットを公開している。
- 理想の先輩は同局の鈴江奈々。「チューター（指導係）だったんですけど、すごく人間的に魅力がある方。お母さんの柔らかい目線もあり、エネルギッシュでもあり、癒やし系でもある」と述べている[26]。

## 出演番組
太字は出演中
- 1億人の大質問!?笑ってコラえて!（2015年6月3日 - 2016年4月13日）
- 笑点
  - 日テレ女性アナウンサーペア大喜利（2015年7月26日ほか）- 三遊亭小遊三とペアを組む
  - 副音声・解説放送（不定期）
- シューイチ（2015年9月6日 - 2018年9月30日,2023年7月9日のVTRロケに登場）
- 深層NEWS（BS日テレ）
  - 月曜ニュース・天気担当（2016年1月4日[27] - 12月）
  - 月・火曜サブキャスター（2020年9月28日 - 2021年5月25日）
  - 月・金曜サブキャスター（2021年5月31日 - 10月1日）
  - 水曜サブキャスター（2021年10月6日 - 2022年9月28日）
- SENSORS（2016年4月3日 - 2017年3月26日）
- Good Night フールー（2016年4月4日 - 2017年3月）
- 徳光和夫の週刊ジャイアンツ（日テレG+）- 進行アシスタント（隔週）
- 行列のできる法律相談所（2016年9月4日）- 徳島えりかのリオデジャネイロオリンピック中継に伴う代役秘書（アシスタント）
- オトせ!（2016年10月31日、2017年2月1日・8月31日 - 9月28日）- 進行アシスタント
- ものまねグランプリ（2016年12月6日、2017年12月5日 - 2021年9月28日）- 進行アシスタント
- Oha!4 NEWS LIVE（日テレNEWS24・日本テレビ系列）
  - 畑下由佳の代理（2016年12月12日・13日・19日・21日・26日、2017年1月9日・10日・17日・23日・24日・30日・2月6日・7日・13日・14日）
  - 後藤晴菜の代理（2016年12月23日、2017年1月27日・6月2日・9月7日・8日・21日・22日、2018年2月2日）
  - 月・火曜ニュースキャスター（2017年2月20日 - 3月28日）
  - 月・火曜メインキャスター（2017年4月3日 - 9月26日）
  - 滝菜月の代理（2017年8月30日）
  - 水・木曜メインキャスター（2017年10月4日 - 2019年9月26日）
  - 郡司恭子の代理（2018年10月8日・9日、2019年3月11日）
  - 月曜メインキャスター（2019年9月30日 - 2020年3月23日）
  - 岩田絵里奈の代理（2020年2月7日）
- PON!（2017年10月 - 2018年9月）- 月・火・水曜レギュラー（主にナレーション。稀にリポーターなどを担当）
- スッキリ
  - 水卜麻美の代理（2018年10月12日・15日・16日、2019年4月12日・15日・16日、2020年2月14日）
  - 岩田絵里奈の代理（2022年8月15日[28][29]）
- 日テレNEWS24（平日不定期）
  - the SOCIAL（2020年8月7日・9月25日）- 尾崎里紗の代理キャスター
- ヒルナンデス! - ニュースコーナー担当
  - 火・水曜担当（2019年10月1日 - 2020年4月1日、2020年6月16日 - 9月23日）
  - 隔週担当（2020年4月13日 - 6月12日）[30]
  - 郡司恭子の代理（2019年10月17日・11月14日・28日・12月19日、2020年2月24日・27日・8月27日）
  - 杉野真実の代理（2020年1月10日・8月21日）
- 情報ライブ ミヤネ屋（読売テレビ制作）- ニュースコーナー担当
  - 火・水曜担当（2019年10月1日 - 2020年4月1日、2020年6月16日 - 9月23日）
  - 隔週担当（2020年4月13日 - 6月12日）[31]
  - 郡司恭子の代理（2019年10月17日・11月14日・28日・12月19日、2020年2月24日・27日・8月27日）
  - 杉野真実の代理（2020年1月10日・8月21日）
  - 水・木曜担当（2020年9月30日 - 2021年3月25日）
- バゲット
  - 隔週木曜レギュラー（2019年10月10日 - 2022年3月31日）
  - 尾崎里紗の代理（2021年10月6日）
  - 隔週火曜レギュラー、不定期木曜VTR企画担当（2022年4月5日 - 9月27日）
  - MC（2022年10月3日 - 2023年3月30日）[32]
- 世界まる見え!テレビ特捜部（2020年8月17日・24日）- 岩田絵里奈の進行代行
- news every.サタデー（2020年10月24日）- 杉野真実の代理
- Going!Sports&News - ニュースコーナー担当
  - 土曜担当（2021年4月3日 - 2022年9月24日）
  - 杉野真実の代理（2021年6月20日、2022年9月11日）
- DayDay.（2023年4月5日 - 12月27日）- 水・木曜ナレーター
- ワタナベお笑いNo.1決定戦（2024年6月15日）[33]

### テレビドラマ
- Missデビル 人事の悪魔・椿眞子 第6話（2018年5月19日）- 笹本 理子 役
- 真犯人フラグ　第5話（2021年11月14日）

### 劇場アニメ
- 鹿の王 ユナと約束の旅（2022年、カザンの女）